# متحف الإبادة الجماعية تول سلينغ
متحف الإبادة الجماعية تول سلينغ هو متحف يؤرخ الإبادة الجماعية في كمبوديا يقع في بنوم بنه في موقع مدرسة ثانوية سابقة تم استخدامها كسجن أمني 21 من قبل نظام الخمير الحمر من عام 1975 حتى سقوطه في عام 1979.من عام 1976 إلى عام 1979 سُجن ما يقدر بـ 20.000 شخص في تول سلينغ وكان واحدًا من 150 إلى 196 مركزًا للتعذيب والإعدام أنشأها الخمير الحمر.